# 椎名セイカ
椎名 セイカ（しいな せいか）は、岡山県出身のマーベルエールに所属しているタレント、歌手。2009年11月19日のMarvelYell☆AKIBA GIRLS ENTERTAINMENT Marvel-AGE にてアキバ系アイドルデビュー。

## 来歴

### 2009年
- 11月19日：マーベルエールよりデビュー
- 11月19日：松本香苗、水月桃子、八木沢るいこ、椎名セイカからなるユニット『歌姫☆サプライズ』の結成を発表
- 11月21日：「BREAQ LIVE」にて『歌姫☆サプライズ』（制服を脱がさないで！）を初披露
- 11月23日：『歌姫☆サプライズ』の新曲、DOKI☆DOKIラブゲームを初披露
- 11月30日：椎名セイカが歌姫☆サプライズから卒業
- 12月4日：「森永まみ」「椎名セイカ」「花咲くらら」からなる、ユニット『TEAM雪月花』の結成を発表
- 12月20日：初の撮影会となるミルフィーユ撮影会に参加
- 12月21日：夕刊フジに椎名セイカが掲載
- 12月21日：ZAKZAKに椎名セイカが掲載
- 12月27日：『Marvel-AGE-SP☆あげあげ(^o^)／あいどるか～にばるぅ☆→さんじゅうろく』にてTEAM雪月花（桜色Kiss me）を初披露

### 2010年
- 1月16日：『TEAM雪月花』の新曲、「美・衝・撃！」を初披露
- 1月22日：携帯サイト「チャクチャクエンタメ」から待ち受け画像、着ゴエムービーが発売
- 2月26日：ミニFM＆NETラジオ『立花夢果のGo! Go! Dreams』にゲスト出演
- 3月5日：『TEAM雪月花』が参加している「Ayai Factory Selection Vol.2 AnimeDOL」が全国発売
- 3月18日：ラジオ日本 ロックラッシュレディオに『TEAM雪月花』が電話出演
- 4月：秋葉原、梅田のヨドバシカメラにて、ヨドび時報に出演
- 5月19日-23日：舞台「らめらめ」に出演
- 6月12日：初のオリジナルソロ曲となる「夏色エール」を披露
- 8月29日：Androidアプリ『AKIBA MAID 萌 shwakeup』Androidアプリ・コンテンツマーケットにて発売
- 9月4日：2曲目のオリジナルソロ曲となる「君恋～君とみた青春～」を披露
- 9月4日：「夏色エール」、「君恋～君とみた青春～」を収録した初CD-Rを発売
- 10月9日：NETラジオ、BB5学園夜間部　公開録音　第5夜 にゲスト出演（配信は10月11日、25日）
- 10月17日：初主宰ライブ、『たのしぃぽん☆たいむ一回の表!!』～歌＆おしゃべりたくさんっ～ がROCKET GATEで開催
- 10月17日：『TEAM雪月花』の新曲、「ラブアクセレーション」を披露
- 10月21日：マルベル堂製のブロマイド発売
- 10月22日-28日：『Curedoll』にてTEAM雪月花のコメント＆ライブ映像配信
- 11月7日：『TEAM雪月花』の新曲、「チャイム」を披露
- 11月24日：『TEAM雪月花』にて、「ラブアクセレーション」、「チャイム」を収録したCD-Rを発売
- 12月8日、15日、22日、29日： 「How toモンキーベイビー！」（TOKYO MX）に出演

## ディスコグラフィー

### 音楽CD

#### オリジナル曲
1. 「夏色エール」（2010年9月4日）

#### TEAM雪月花
1. 「Ayai Factory Selection Vol.2「AnimeDOL」(2010年3月5日｝
2. 「ラブアクセレーション」（2010年11月24日）

## 出演

### テレビ
- How toモンキーベイビー!（TOKYO MX）

### 舞台
- Team IMAGINE「らめらめ」（八幡山ワーサルシアター） - AKB48 岩佐美咲・小原春香・仁藤萌乃が出演

### Webコンテンツ
- アキバ系BBチャンネル『Marvel-Beach』 - レギュラー出演
- STAR@LIGHT GIRL'S.ch 第21回（2010年1月29日）
- 立花夢果のGo! Go! Dreams（2010年2月26日）
- SONIC LIVE CHAT（2010年3月18日・9月27日）
- 音女スタジオ（オトスタ）金曜ライブ♪（2010年6月25日）
- Webサイト、「Curedoll」内WEEKLY IDOLコメント動画（2010年10月22日 - 28日）
- 携帯サイト「チャクチャクエンタメ」
- Androidアプリ・コンテンツマーケット「AKIBA MAID 萌 shwakeup」